# 穆斯捷昂法涅
穆斯捷昂法涅（法語：Moustier-en-Fagne，法語發音：[mustje ɑ̃ faɲ]）是法国上法兰西大区北部省的一个市镇，位于该省东部，和比利时接壤，属于埃尔普河畔阿韦讷区。

## 地理
穆斯捷昂法涅（50°5'38"N, 4°11'39"E）面积7.13 平方千米，位于法国上法蘭西大區北部省，该省份为法国最北部的省份及最长的省份，西北濒北海，西接加来海峡省，南至埃纳省和索姆省，东与比利时接壤。
与穆斯捷昂法涅接壤的市镇（或旧市镇、城区）包括：埃普索瓦日、特雷隆、瓦莱尔昂法涅、拜沃、希迈。

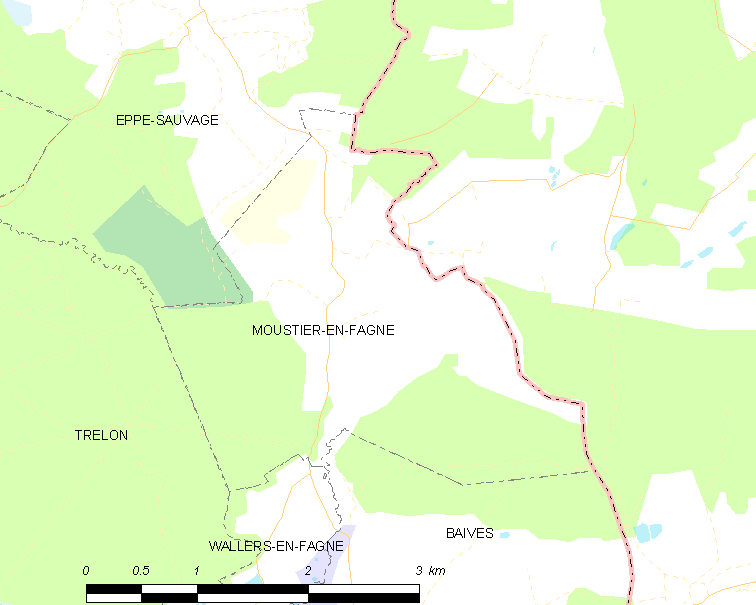
穆斯捷昂法涅的OSM定位图

穆斯捷昂法涅的时区为UTC+01:00、UTC+02:00（夏令时）。

## 行政
穆斯捷昂法涅的邮政编码为59132，INSEE市镇编码为59420。

## 政治
穆斯捷昂法涅所属的省级选区为富尔米县。

## 人口

1962-2008年间穆斯捷昂法涅人口变化图示

穆斯捷昂法涅于2022年1月1日时的人口数量为61人。